# Ciclisme als Jocs Olímpics d'estiu de 1960
Als Jocs Olímpics d'Estiu de 1960 celebrats a la ciutat de Roma (Itàlia) es disputaren 6 proves de ciclisme, totes elles en categoria masculina. Aquestes proves es dividiren en dues de ciclisme en ruta, formades per una contrarellotge individual, el temps de la qual fou utilitzada per a decidir el resultat de la contrarellotge per equips, i en quatre proves de ciclisme en pista.
Les proves es realitzaren entre els dies 26 de juliol i 29 d'agost de 1960 al Velòdrom Olímpic de Roma. Hi participaren un total de 297 corredors de 48 comitès nacionals diferents.

## Resum de medalles

### Ciclisme en ruta
| Prova                             | Or                                                                        | Argent                                                               | Bronze                                                                              |
| Ruta individual Detalls           | Víktor Kapitónov                                                          | Livio Trapè                                                          | Willy van den Berghen                                                               |
| Contrarellotge per equips Detalls | ItàliaLivio Trapè · Antonio Bailetti · Ottavio Cogliati · Giacomo Fornoni | AlemanyaGustav-Adolf Schur · Egon Adler · Erich Hagen · Günter Lörke | Unió SovièticaAleksei Petrov · Víktor Kapitónov · Ievgueni Klevtsov · Iuri Mélikhov |

### Ciclisme en pista
| Prova                             | Or                                                                 | Argent                                                                     | Bronze                                                                               |
| Quilòmetre contrarellotge Detalls | Sante Gaiardoni                                                    | Dieter Gieseler                                                            | Rostislav Vargaixkin                                                                 |
| Velocitat individual Detalls      | Sante Gaiardoni                                                    | Leo Sterckx                                                                | Valentino Gasparella                                                                 |
| Tàndem Detalls                    | ItàliaGiuseppe Beghetto · Sergio Bianchetto                        | AlemanyaJürgen Simon · Lothar Stäber                                       | Unió SovièticaVladímir Leónov · Borís Vasíliev                                       |
| Persecució per equips Detalls     | ItàliaMarino Vigna · Luigi Arienti · Franco Testa · Mario Vallotto | AlemanyaSiegfried Köhler · Bernd Barleben · Peter Gröning · Manfred Klieme | Unió SovièticaVíktor Romànov · Arnold Belgardt · Leonid Kolumbet · Stanislav Moskvín |

## Medaller
| Posició | País           | Or | Argent | Bronze | Total |
| 1       | Itàlia         | 5  | 1      | 1      | 7     |
| 2       | Unió Soviètica | 1  | 0      | 4      | 5     |
| 3       | Alemanya       | 0  | 4      | 0      | 4     |
| 4       | Bèlgica        | 0  | 1      | 1      | 2     |